# Andrzej Sztolf
Andrzej Sztolf (* 9. Juni 1941 in Przeworsk; † 1. Februar 2012 in Krakau) war ein polnischer Skispringer.

## Werdegang
Andrzej Sztolf wurde 1941 als Sohn der beiden Sportlehrer Łucji und Tadeusz Sztolf in Przeworsk im sowjetisch-besetzten Teil Polens geboren. Bereits als Kind begann er mit Leichtathletik sowie mit dem Skispringen. 1949 zog er mit seiner Familie nach Szklarska Poręba in Westpolen, wo er das Skisprungtraining auf einer K27-Schanze wieder aufnahm. Wenig später gewann er die Meisterschaft des Eisenbahnsportvereins. 1956 wurde er in den Junioren-Nationalkader aufgenommen.
Sein internationales Debüt bei den Senioren gab er bei der Vierschanzentournee 1962/63. Nach einer schwachen ersten Tournee mit Rang 33 der Gesamtwertung, gelang Sztolf bei der Vierschanzentournee 1963/64 der Durchbruch. Nach Rang 23 auf der Schattenbergschanze in Oberstdorf gelang ihm mit Rang 13 auf der Großen Olympiaschanze in Garmisch-Partenkirchen erstmals der Sprung in die Weltspitze. Sein bestes Einzelresultat erreichte er als Zehnter schließlich beim Abschlussspringen in Bischofshofen auf der Paul-Außerleitner-Schanze. In der Gesamtwertung erreichte er damit Rang 21.
Bei den folgenden Olympischen Winterspielen 1964 in Innsbruck erreichte Sztolf von der Normalschanze Rang 26. Nach einer Saison Pause bei der Vierschanzentournee gewann er bei den Polnischen Meisterschaften 1965 von der Normal- und von der Großschanze seine beiden einzigen nationalen Titel.
Bei der Winter-Universiade 1966 in Sestriere gewann er Silber im Einzelspringen, nachdem er bei der Winter-Universiade 1964 in Špindlerův Mlýn bereits Bronze gewinnen konnte.
Nachdem er in den Folgejahren keine großen Erfolge mehr erzielte und auch für die Nordischen Skiweltmeisterschaften 1966 sowie 1970 nicht nominiert wurde, beendete er 1971 seine aktive Skisprungkarriere. Zuvor gewann er bei den Polnischen Meisterschaften 1967 und 1968 jeweils noch einmal die Silbermedaille von der Großschanze.
Nach dem Karriereende begann Sztolf mit dem Maschinenbaustudium an der Technischen Universität Krakau. Nach seiner Pensionierung ließ er sich in Zakopane nieder, wo er ein Unternehmen für den Bau von Jalousien gründete und im Winter als Skilehrer arbeitete. Sztolf war Mitglied der Demokratischen Partei Polens.

## Erfolge

### Vierschanzentournee-Platzierungen
| Saison  | Platz | Punkte |
| ------- | ----- | ------ |
| 1962/63 | 33.   | 661,8  |
| 1963/64 | 21.   | 765,0  |
| 1965/66 | 37.   | 681,5  |
| 1967/68 | 40.   | 693,3  |
| 1968/69 | 48.   | 630,2  |
| 1969/70 | 62.   | 668,9  |